# Tennysonia
Tennysonia is een  monotypisch geslacht van mosdiertjes uit de familie van de Tubuliporidae en de orde Cyclostomatida. De wetenschappelijke naam ervan werd in 1867 voor het eerst geldig gepubliceerd door Busk.

## Soort
- Tennysonia stellata Busk, 1867